# Музей бойового братерства (Соколове)
Музей бойового братерства відкритий на честь пам'ятних боїв в селі Соколове (Зміївського району Харківської області), де в 1943 році під час Другої світової війни вперше вступили в бій проти нацистських військ чехословацькі добровольці 1-го окремого чехословацького батальйону під командуванням полковника Людвіка Свободи.
Входить до неофіційного рейтингу «7 чудес Зміївського району» і є одним з важливих туристичних об’єктів Харківщини. За характером та змістом цей музей є історичною пам’яткою для чотирьох держав: України, Росії, Чехії та Словаччини.
Є філією Зміївського краєзнавчого музею.

## Історія музею
Після війни земляки і учасники бою почали відвідувати могили своїх товаришів і місце бою. Тому з ініціативи районного керівництва було вирішено створити музей. Силами громадськості села при активній допомозі Харківського державного історичного музею 10 вересня 1958 р. у Соколівській  середній школі  було відкрито музей села. Спочатку музей працював на громадських засадах, де учні школи під керівництвом директора вели пошукову роботу, проводили екскурсії. Велику роль у розвитку молодого музею зіграли директор школи І. Хардіков і сільський бібліотекар І. Обозний, який згодом був нагороджений орденом Дружби народів – за внесок у зміцнення радянсько-чехословацької дружби. 
У 1961 р. у старому приміщенні каплички зруйнованої Михайлівської церкви відкрився музей з новою експозицією. Він отримав назву  радянсько-чехословацької дружби. Директором був призначений молодий педагог А. Шемета. За кілька років вдалося зібрати велику кількість майбутніх експонатів музею. Створювали експозицію спеціалісти-професіонали Харківського історичного музею. 
У 1964 р. указом міністра культури України йому було присвоєно статус «народного». Незмінними відвідувачами музею стали численні чехословацькі делегації, які дарували музею пам’ятні сувеніри, вимпели, картини, фотографії та ін. Експозиції вже не вміщувалися у залах музею. Було прийнято рішення побудувати для музею нове приміщення. 
У дні святкування 25-річчя битви за Соколове, 6 березня 1968 р., за участю керівників області, району, представників посольства Чехословаччини в СРСР, учасників боїв за Соколове у селі було відкрито музейно-культурний комплекс – Будинок культури з сільською бібліотекою, а у лівому крилі – музей, що став офіційно називатися Музеєм радянсько-чехословацької дружби. 
Непрості часи переживав музей у переломні 90-ті рр. минулого століття. Музей протягом декількох років існував без гідного фінансування, було відсутнє опалення, не проводилися необхідні ремонтні і реконструкційні роботи, частина експонатів була пошкоджена через вогкість. Значно зменшився потік відвідувачів. У 1994 р. Соколівський музей переходить у підпорядкування Зміївського краєзнавчого музею. Перервані зв’язки з представниками колишньої Чехословаччини були відновлені тільки у 1998 р., коли Соколове відвідав військовий аташе при посольстві Чехії в Україні Мирослав Мунцк. З цього часу була відроджена традиція щорічних візитів чеських і словацьких делегацій до музею. 
У 2008 р. – до 50-річчя музею та 65-річчю бою – заново створена експозиція 1-ї зали, з цього часу вона присвячена давній історії України, періоду козацтва, подіям XIX – І пол. XX ст. (включаючи події Другої світової війни). Музейні працівники прагнули передати у цій експозиції не тільки складову вітчизняної історії, а й, відповідно до ідейної концепції музею, відобразити ті сторінки минулого, які об’єднують українців з чеською і словацькою історією, а таких існує чимало. 
Повну реставрацію музей зазнав у 2012 р. 

## Експозиції
- 1 зал - Становлення України і Чехословаччини у міжвоєнний період. Початок Другої світової війни та перерозподіл Європи.
- 2 зал - Друга світова війна. Бойове хрещення чехословацького батальйону в боях під с. Соколове. Бойові дії на Харківщині.
- 3 зал - Бойовий шлях радянських та чехословацьких підрозділів. Визволення України та Чехословаччини від фашистів.
- 4 зал - Діяльність ветеранів та ветеранських організацій України та Чехії.
- 5 зал - Дружні зв’язки братніх держав сьогодні[2].

У фондах музею 3918 експонатів.
Центральне місце займає діорама харківських художників В. Парчевського, О. Плотнікова, І. Ефроїмсона «Бій в с. Соколове 8 березня 1943 року». Особливістю є те, що персонажі зображують реальних солдатів і офіцерів. На передньому плані – Герої Радянського Союзу А. Сохора і О. Ярош. 
Музей один з небагатьох на території колишнього СРСР має таку масштабну батальну картину, а серед сільських музеїв взагалі є унікальним. Цікавими серед експонатів є бойові знаряддя, привезені свого часу з м. Лубни (Полтавська область). 
Сучасна експозиція музею і побудована вона вже з урахуванням сучасної інформації про події Другої Світової війни, про персоналії цієї війни та їх роль у ході великих перемог і великих поразок, про події, які відбувалися на світовій арені у післявоєнний період. 
Крім експонатів про Другу світову війну в музеї зібрані цікаві матеріали про заснування Соколова – люльки запорізьких і українських козаків, побутові речі населення Слобожанщини, художні картини, що відображають історію заснування села.

## Історичні реконструкції битви
В селі регулярно проводяться урочисті заходи, історичні реконструкції бою за участі представників із Чехії і Словаччини.